# Golden Globe Ambassador
Le Golden Globe Ambassador (anciennement intitulé Miss Golden Globe (jusqu'en 2017) et à quelques occasions Mr. Golden Globe) est un titre annuel attribué par la Hollywood Foreign Press Association lors de la cérémonie des Golden Globes à Hollywood. La personnalité honorée, traditionnellement la fille ou le fils d'une célébrité, est présente lors de la cérémonie des Golden Globes afin d'aider dans la remise des trophées.

## Récipiendaires
| Années 1960 | Lauréats                                       | Années 1970 | Lauréats          | Années 1980 | Lauréats                      |
| ----------- | ---------------------------------------------- | ----------- | ----------------- | ----------- | ----------------------------- |
|             |                                                | 1970        | Non décerné       | 1980        | Kym Karath                    |
|             |                                                | 1971        | Ann Archer        | 1981        | Rosanne Katon                 |
|             |                                                | 1972        | Pamela Powell     | 1982        | Laura Dern                    |
| 1963        | Eva Six (Cinéma) et Donna Douglas (Télévision) | 1973        | Kelley Miles      | 1983        | Lori Leonelli et Rhonda Shear |
| 1964        | Linda Evans                                    | 1974        | Linda Meikle John | 1984        | Anita Finch                   |
| 1965        | Non décerné                                    | 1975        | Melanie Griffith  | 1985        | Lisabeth Shatner              |
| 1966        | Non décerné                                    | 1976        | Lisa Farringer    | 1986        | Calista Carradine             |
| 1967        | Kyriaki "Corinna" Tsopei                       | 1977        | Nicole Ericson    | 1987        | Candace Savalas               |
| 1968        | Non décerné                                    | 1978        | Elizabeth Stack   | 1988        | Gigi Garner                   |
| 1969        | Françoise Ruggieri                             | 1979        | Stephanie Haymes  | 1989        | Kyle Aletter                  |

| Années 1990 | Lauréats                                  | Années 2000 | Lauréats                            | Années 2010 | Lauréats                                              |
| ----------- | ----------------------------------------- | ----------- | ----------------------------------- | ----------- | ----------------------------------------------------- |
| 1990        | Katharine Kramer                          | 2000        | Liza Huber (en)                     | 2010        | Mavis Spencer                                         |
| 1991        | Kaitlin Hopkins                           | 2001        | Katie Flynn                         | 2011        | Gia Mantegna                                          |
| 1992        | Joely Fisher                              | 2002        | Haley Giraldo                       | 2012        | Rainey Qualley                                        |
| 1993        | Erin Hamilton                             | 2003        | Dominik Garcia-Lorido et A.J. Lamas | 2013        | Francesca Eastwood et Sam Michael Fox                 |
| 1994        | Alex Martin                               | 2004        | Lily Costner                        | 2014        | Sosie Bacon                                           |
| 1995        | John Clark Gable                          | 2005        | Kathryn Eastwood                    | 2015        | Greer Grammer                                         |
| 1996        | Jaime Nicole Dudney et Freddie Prinze Jr. | 2006        | Dakota Johnson                      | 2016        | Corinne Foxx                                          |
| 1997        | Kehly Sloane                              | 2007        | Lorraine Nicholson (en)             | 2017        | Sistine Stallone, Sophia Stallone et Scarlet Stallone |
| 1998        | Clementine Ford                           | 2008        | Non décerné                         | 2018        | Simone Garcia Johnson                                 |
| 1999        | Tori Reid                                 | 2009        | Rumer Willis                        | 2019        | Isan Elba                                             |

| Années 2020 | Lauréats                       |
| ----------- | ------------------------------ |
| 2020        | Dylan Brosnan et Paris Brosnan |
| 2021        | Satchel Lee et Jackson Lee     |